# Chilonide (moglie di Cleombroto II)
Chilonide (in greco antico: Χιλωνίς?, Chilōnìs; fl. III secolo a.C.) è stata una regina spartana, figlia di Leonida II e moglie di Cleombroto II.

## Biografia
Chilonide, figlia del re spartano Leonida II e di Cratesiclea, una donna di origine persiane, divenne regina di Sparta nel 272 a.C. quando il padre fu deposto dall'eforo Lisandro e sostituito da suo marito Cleombroto II. Chilonide era la nipote dell'omonima Chilonide figlia di Leotichida, moglie di Cleonimo ed amante di Acrotato.
Quando Leonida fu deposto, Chilonide preferì non abbandonare il padre, che seguì nell'esilio, abbandonando invece il marito e nuovo re.
Una volta concluso l'eforato di Lisandro, Leonida tornò a Sparta nel 271 a.C. e si reimpossessò del trono, spodestando il genero dal trono. Chilonide supplicò quindi il padre di risparmiare Cleombroto e, una volta ottenuto per lui il bando da Sparta al posto della condanna a morte, affrontò di nuovo l'esilio in compagnia del marito e dei due figlioletti, nonostante le preghiere del padre di rimanere con lui in città.
I due figli di Chilonide e Cleombroto si chiamavano Agesipoli e Cleomene. Il primo dei due fu il padre dell'ultimo re agìade di Sparta, Agesipoli III, mentre il secondo fu reggente al trono del nipote ancora minorenne.